# 橘家圓喬 (4代目)
四代目 橘家 圓喬（たちばなや えんきょう、1865年11月9日（慶応元年9月21日） - 1912年（大正元年）11月22日）は、落語家。本名：柴田 清五郎。

## 経歴
1865年11月9日（慶応元年9月21日）、本所柳原（現在の東京都墨田区江東橋近辺）の生まれ、父は江戸幕府の御家人。元の名字は桑原で、養子になり柴田になったと思われる。近所に義理の姉婿であった四代目橘家圓太郎が住んでおり、叔父が三遊亭圓朝の贔屓客だった関係で幼いころから寄席の楽屋に出入りするようになった。
1872年に7歳で三遊亭圓朝門下に入門し三遊亭朝太を名乗る。1878年に二ツ目昇進し、二代目三遊亭圓好に改名。このころから四代目三遊亭圓橘の助言で素噺に転向するが、周囲の評判が悪く廃業。1882年には東京を離れ、焼き物師を志し京都を目指した。
途中に初代立花家橘之助の一座に出会い帯同し、3年間上方で修行した。1885年に兵役検査で東京に戻り「四代目三遊亭圓喬」となる。1887年ころ、「四代目橘家圓喬」を襲名し、日本橋瀬戸物町の伊勢本で真打昇進披露。1903年には「第一次落語研究会」発足に参加した。
1912年11月16日、新宿末廣亭での高座が最後の高座となる。その6日後、宿痾の肺病のため死去。墓所は豊島区法明寺。辞世の句は『筆持って月と話すや冬の宵』。

## 芸歴
- 1872年 - 三遊亭圓朝門下に入門、「朝太」を名乗る。
- 1878年 - 二ツ目昇進、「圓好」に改名。
- 1882年 - 廃業し大阪へ向かう。初代立花家橘之助一座にて3年間上方で修行した。
- 1885年 - 東京に戻り「四代目三遊亭圓喬」となる。
- 1887年祭り「四代目橘家圓喬」を襲名。
- 1903年 - 「第一次落語研究会」発足に参加。

## 人物
日本橋住吉町の玄冶店に住んでいたので「住吉町の師匠」や「住吉町さん」や「玄冶店の師匠」などで呼ばれた。圓朝門下の逸材で師の名跡を継ぐ話もあったが、狷介な性格が災いして立ち消えになった。
気に入らない者には、わざとその前の高座に上がって噺をみっちりやって次に出た者を困らせ、それを楽屋で聞いて冷笑していたり、四代目橘家圓蔵が高座に上がっている時、楽屋で「何でげす。品川（＝北品川に住んでいた圓蔵のこと）のはア。ありゃ噺（はなし）じゃありやせんな。おしゃべりでげす。」と聞こえよがしに悪口を言うなど、仲間うちから嫌われていた。
だが、芸に対しては真剣であり、前座や若手相手に熱心に噺の指導をして自分の出番を忘れたり、五代目三遊亭圓生が前座のころ、圓喬に噺の間違いを指摘したらいきなり正座して「ありがとうございました。」と一礼したという。また初代三遊亭右女助が大阪からきたばかりで、馴染みがなく困っていたところを、圓喬は右女助の高座の前で引っ込む際に「さて次に上がりまする右女助は大阪から来たばかりなので、よろしくおひきたてのほどをお願い申し上げます。」との口上を毎晩言って助けるなど人情味の厚い一面もあった。

## 芸風
話術の巧さは、師匠圓朝を凌いだと言われている。
- 撃剣興行で演芸界にも馴染みがあった剣豪榊原鍵吉は「圓朝は研いだ正宗、（圓喬の兄弟子の）二代目圓馬は研がない正宗、圓喬は村正」と評した。
  - 六代目三遊亭圓生は「芸の品格のあるなしではないか。」圓喬の技術は完璧すぎて「あまりに欠点のない、兎の毛でついたほどのすきもないというのはかえって妙味が少ない。」と、その評を分析している。
- 日本画家鏑木清方は「とにかく圓朝はうまかった。圓喬もうまかったが巧さが違う。」と証言している。
  - 圓生は「圓朝は自然の品位であり、地であったが、圓喬はそれを装っていた。」と分析している。
- 八代目桂文楽は、小島政二郎に「文楽さん、あなたは今日までの落語家のなかで誰が一ばん巧いとおもいましたか」と尋ねられて「先ず円喬師匠でしょうネ」と答えている[1]。

### 演目
- 「鰍沢」
- 「三軒長屋」
- 「牡丹灯籠」
- 「柳の馬場」
- 「真景累ヶ淵」
- 「たらちね (落語)」
- 「安中草三郎」

後世に大きな影響を与えた名人であり、「魚売人」「二人癖」など20種類ほどのSPレコードを遺している。

## 弟子
- 二代目蜃気楼龍玉 - 二代目三遊亭小圓朝門下から移籍
- 橘家小圓喬
- 四代目三遊亭圓好
- 橘家林喬 - 初代談洲楼燕枝門下から移籍
- 橘家喬雀（郷嘉七）
- 三遊亭圓丈
- 橘家三木助 - 桂仁左衛門門下から移籍

### 色物
- 橘家喬之助（清元）

### 移籍
- 橘家圓慶 - 初代三遊亭圓遊門下へ移籍
- 橘家岩喬 - 二代目三遊亭小圓朝門下へ移籍
- 橘家東喬 - 五代目金原亭馬生門下へ移籍
- 橘家花圓喬 - 二代目三遊亭小圓朝門下へ移籍
- 六代目橘家小圓太 - 三代目三遊亭圓馬門下へ移籍
- 橘家右圓喬 - 二代目談洲楼燕枝門下へ移籍

### 廃業
- 橘家喬松 - 四代目橘家圓蔵門下で復帰

## エピソード
とある真夏の暑いさなか、団扇や扇子が波を打つ寄席の中で、圓喬が真冬の噺「鰍沢」をかけ、寒さの描写を演じているうちに、団扇や扇子の動きがピタリと止んだという。話芸の極致として語り継がれている逸話である。
五代目古今亭志ん生は圓喬の弟子であると生涯自称していた。
晩年、高座に上がって、湯飲みは湯気を吸って喉を潤すだけで、茶は飲まなかった。
肺病なのでその湯飲みは他人には使わせなかったが、「名人にあやかりたい」とそれを
下げた志ん生と含む前座が中身を飲んでいた。

## 橘家圓喬が登場する作品
- いだてん〜東京オリムピック噺〜（2019年、NHK大河ドラマ） - 演：松尾スズキ